# Mike Honda
Michael Makoto "Mike" Honda, född 27 juni 1941 i Walnut Grove, Kalifornien, är en amerikansk demokratisk politiker. Han var ledamot av USA:s representanthus 2001–2017.
Honda tjänstgjorde i Fredskåren 1965–1967. Han studerade vid San Jose State University. Han avlade 1968 kandidatexamen och 1974 masterexamen. Han arbetade sedan som lärare.
Honda var ledamot av California State Assembly, underhuset i delstatens lagstiftande församling, 1996–2001. Kongressledamot Tom Campbell kandiderade utan framgång till USA:s senat i senatsvalet 2000. Honda vann kongressvalet och efterträdde Campbell i representanthuset. Han omvaldes sju gånger.